# Методики изучения языка
Методика изучения языка — систематический подход к обучению и освоению иностранного языка. Она включает в себя различные стратегии, методы и техники, которые помогают учащемуся эффективно освоить язык и достичь своих языковых целей.
Все системы и подходы, используемые современными языковыми школами и частными репетиторами, при обучении детей и взрослых английскому и другим иностранным языкам, можно условно разделить на 3 основные группы.

## Структурные методики
Изучаемый язык рассматривается как система элементов, прочно связанных системой лингвистических отношений. К таким методам можно отнести:

#### Грамматико-переводной метод
Классический метод, который неплохо себя зарекомендовал при изучении письменного иностранного языка. Методика обучения активно и весьма успешно использовалась во времена СССР. Грамматико-переводной метод предполагает изучение новых слов и грамматических правил в процессе перевода иноязычных текстов, то есть метод больше ориентирован на обучение письменному переводу и чтению. В процессе обучения используются специально составленные тексты на отработку определённых грамматических правил. Работая с текстами, ученик через письменный перевод заучивает новые слова, орфографию и грамматику языка. Сегодня этот метод применяется разве что для изучения навсегда исчезнувших языков.

#### Аудиолингвистический (аудиолингвальный) метод
В основе метода лежит многократное прослушивание аудиозаписей и повторение за диктором специально подготовленных грамматических конструкций. Метод часто используется при самостоятельном изучении иностранных языков, в педагогической среде сегодня встречается редко.

#### Проприоцептивный метод
Система, в основе которой лежит одновременное задействование различных функций мозга. Данный метод предполагает постоянное задействование речевого аппарата и проговаривание текста даже при выполнении письменных заданий.

## Функциональные методики
В основе методик изучаемый язык воспринимается как средство выражения или реализации определённой функции:

#### Ситуационное обучение (Устный подход)
Метод изучения иностранного языка, основанный на структуре языка и на принципах бихевиоризма, то есть на поведении и поведенческих реакциях человека. Данный метод обучения требует, чтобы все произносимое на уроке так или иначе касалось участников процесса — учеников и преподавателя, их взаимоотношений. Ученики через частое повторение на практике и аналогии запоминают наиболее употребительные слова и грамматические конструкции изучаемого языка. Ситуационное обучение предполагает доминирование устной речи над письменной и ориентировано на развитие практических навыков.

#### Управляемая практика
Метод, при котором ученики многократно повторяют наиболее употребительные слова и грамматические конструкции до их механического заучивания. Изучаемая лексика обычно ограничена базовыми фразами, а само использование языка сложно назвать гибким, однако использование основных конструкций при использовании данного метода доводится до автоматизма.

## Интерактивные методики
Наиболее обширная группа систем и подходов, в которых язык воспринимается как средство создания и поддержания социальных отношений:

#### Прямой метод
Предполагает быстрое погружение в изучаемый язык и изучение без использования родного языка. Суть метода заключается в разыгрывании реалистичных жизненных ситуаций и использовании аутентичных учебных материалов.

#### Метод последовательностей
Разновидность прямого метода, при котором в качестве учебных материалов используются временные последовательности действий. Запоминанию материала способствует большое количество повторений.

#### Коммуникативное обучение
Ориентированный на практическое применение метод, который предполагает активное использование изучаемого языка в процессе обучения (родной язык используется минимально). Приоритетная цель коммуникативного обучения — общение, использование изучаемого языка в реальной жизни. Сначала человека учат говорить, воспринимать устную речь, читать и писать, и лишь в общих чертах показывают, как устроен язык. Коммуникативный подход предполагает использование большого количества интерактивных упражнений и заданий. Большинство авторов современных методик преподавания иностранных языков берут за основу коммуникативный подход и вносят в методику свои дополнения, надстройки и интерпретации.

#### Погружение в язык
Согласно данной методике, обучаемый как бы становится носителем языка. Это делается для того, чтобы любой человек в процессе обучения мог полностью адаптироваться к новой обстановке. Применение программы в начальной школе провоцирует билингвизм у детей, то есть одновременное владение несколькими языковыми системами. Метод лучше всего подходит людям творческого склада, умеющим импровизировать.

#### Метод молчания (безмолвный путь)
Достаточно сложная альтернативная методика преподавания иностранных языков, при которой преподаватель больше молчит, чтобы не сбивать у обучаемых их субъективное восприятие языка. В качестве учебных материалов преподаватель использует различные цветные таблицы, на которых каждый цвет или символ обозначает определённый звук. Позже эти же цвета используются для узнавания слов.

#### Суггестопедия
Метод интенсивного обучения иностранным языкам, чем-то напоминающий практику йоги или сеанс гипноза. С помощью особой обстановки и расслабляющей музыки в учебной аудитории ученики должны войти в особое эмоциональное состояние, способствующее восприятию новой информации. Преподаватель задает тему занятия и прорабатывает её в разных интерактивных формах. Погруженные в материал ученики общаются между собой, играя в ролевую игру. Некоторые ученые считают данный метод псевдонаучным.

#### Естественный подход
Метод преподавания иностранного языка, направленный на содействие естественному восприятию новой информации. Преподаватель при данном подходе делает упор на общение и уделяет меньше времени исправлению ошибок учащихся. При естественном подходе учащиеся осваивают язык посредством коммуникативной деятельности. В основе метода лежит иммерсивность — способ восприятия, создающий эффект погружения в искусственно созданную среду.

#### Метод полного физического реагирования
Техника преподавания иностранного языка с опорой на физические действия. Такой метод особенно эффективен при работе с маленькими детьми. Во время урока учитель называет глагол действия и совершает его, а дети повторяют это действие.

#### Метод преподавания посредством чтения и рассказывания историй
Интерактивный метод, который можно назвать разновидностью метода физического реагирования. Преподаватель рассказывает короткие истории, в которых присутствуют незнакомые слова и задает студентам вопросы, требующие простых, но эмоционально окрашенных ответов.

#### Метод обучение языку Догма
Подход к преподаванию иностранных языков, авторы и сторонники которого уверены, что преподавание должно ориентироваться на учащихся, поэтому учебные материалы должны быть написаны (сделаны) им самим. В качестве альтернативы учебникам авторы методики предлагают использовать живой разговор преподавателя и учеников, в рамках того словарного запаса, которым они уже владеют на данном этапе обучения.

## Авторские методики и техники обучения иностранным языкам

### Метод Пимслера
Система изучения языка Пола Пимслера — авторский метод, основанный на четырёх основных идеях: антиципация (прогнозирование), интервальные повторения, словарное ядро и органичное обучение. Важнейшей частью метода Пимслера является аудирование.

### Метод Мишеля Томаса
Авторская методика преподавания, в основе которой лежат не грамматические правила, а простые фразы — своего рода детали конструктора. Обучение строится по принципу «от простого к сложному»: урок начинается с самой простой фразы, которая в процессе обрастает более сложными конструкциями. Так происходит формирование семантического ядра и вырабатывается умение строить фразы.

## Другие методы
Учение через обучение — техника изучения иностранного языка, при которой ученики самостоятельно при поддержке преподавателя готовят и проводят урок. Учитель здесь является скорее координатором, чем наставником. Суть данного приема заключается в том, чтобы ученики учились передавать свои знания одноклассникам.

## Устаревшие методы и техники обучения

### Аудиолингвальный подход
Методика обучения устной части иностранного языка, в основе которой лежит многократное прослушивание и проговаривание речевых образцов. Данный метод появился в середине 20 века и достаточно быстро утратил актуальность. При этом он успел оказать значительное влияние на другие методики преподавания. Техника базировалась на гипотезе, что любой язык — это набор повторяющихся шаблонов и образцов, которые можно запомнить в результате многократного повторения. Чтобы выучить язык, ученики многократно прослушивали тексты и диалоги, повторяя за дикторами распространенные фразы и целые предложения.
Ошибка была в том, что авторы методики не учли, что банальная механическая зубрежка ограничивается эффектом попугая, который способен лишь воспроизвести информацию, а не сформулировать её самостоятельно. Авторитетный американский лингвист Ноам Хомский обесценил данную методику обучения, доказав, что кроме шаблонов и речевых образцов любой язык нуждается в способности пользователя строить фразы самостоятельно, понимать смысл игры слов, преднамеренных искажений слов, фраз и предложений. До настоящего времени аудиолингвальный метод в чистом виде не дожил.
Чего нельзя сказать о грамматико-переводной технике обучения, построенной на научно опровергнутых убеждениях. Этот доступный метод не только сохранил актуальность до настоящего времени, но и остается самым популярным в странах СНГ. Известная ещё с 16-го века техника обучения основана на главенстве грамматики как основы языка и перевода как главного способа освоения грамматики. Во многих российских школах и сегодня продолжают учить слова списками, переводят тексты со словарем, выполняют скучные упражнения и почти не уделяют время практике языка. Все это и есть грамматико-переводная методика. Однако обвинять этот ставший классическим подход в неэффективности тоже не стоит, ведь со своей задачей он справляется неплохо. Когда от учеников требуется только понимание текстов, а не умение свободно общаться, то грамматико-переводная методика станет самым доступным вариантом.

## Методики, которые нельзя назвать универсальными
Техника полного погружения — древнейший метод обучения иностранным языкам. Когда человек попадает в незнакомую для себя языковую среду и не может общаться на своем родном языке, ему приходится подстраиваться под существующие условия, изучая язык естественным путем, подключая на первых порах язык жестов и другие доступные средства коммуникации. Человек может быстро овладеть языком, оказавшись в новой среде. Однако это работает не со всеми, ведь есть много факторов, влияющих на восприятие информации: возраст, психологические и физиологические особенности, и др. Естественная языковая среда бесспорно расширяет возможности для изучения иностранного языка, но без полноценных занятий с преподавателем, которые систематизируют знания, будет сложно выучить незнакомый язык.
Нельзя назвать универсальной и методику Догма, которая предполагает обучение без опоры на учебники. И вот почему: Преподаватель и ученики приходят на занятия без учебных материалов, а тема урока рождается в процессе общения. Плюс в том, что ученики могут самостоятельно определять интересную им тему и направление своего обучения, однако программа требует нечеловеческих усилий и профессионализма со стороны преподавателя. Если он не способен с ходу объяснить доступным языком любую грамматическую тему и вывести диалог в нужное русло, то процесс зайдет в тупик.

## Дополняющие методики обучения иностранным языкам
Существует множество методик и программ, которые нельзя назвать самодостаточными, однако многие из них дают неплохие результаты, если использовать их в качестве дополнения к основной программе. Один из ярких примеров — метод физического реагирования. Этот метод преподавания иностранного языка с опорой на физические действия особенно эффективен при обучении детей, поскольку задействует кинестетику и мышечную память. В чистом виде этот метод не научит свободно говорить, однако если грамотно сочетать его с коммуникативным подходом, то результаты получаются впечатляющие.
Среди самых популярных и эффективных стоит также выделить дополняющую методику самообучение (Self-study). Существует множество сайтов и мобильных приложений, которые помогают понять сложные правила грамматики, пройти множество интересных упражнений на развитие лексики, организовать живое общение с другими учениками или носителями языка и др. Такие уроки не занимают много времени, а за выполнение заданий ученик получает бонусы в виде баллов, перехода на новый уровень и т. п.

## Методика обучения с доказанной эффективностью
Одной из наиболее эффективных методик обучения иностранным языкам на сегодняшний день считается коммуникативная методика (The Communicative Approach). Проблема в том, что представление о данном подходе сильно искажено: часто коммуникативную методику представляют как просмотр фильмов в оригинальной озвучке, прослушивание подкастов, игры и легкие беседы на бытовые темы на иностранном языке. В действительности коммуникативный метод — это целая система развития языковых навыков через моделирование ситуаций, приближенных к реальной жизни. Никакой зубрежки и переводов со словарем — ученики разыгрывают диалоги, которые происходят на самом деле во время путешествий, общения с друзьями и т. п. При этом развивается не только устная речь, которая действительно находится в центре внимания, но и письмо, и чтение, и аудирование, то есть все ключевые навыки.
За время своего развития (коммуникативный подход появился в конце 60-х годов) методика отрабатывалась и совершенствовалась, а её эффективность была доказана научно. Коммуникативная методика легла в основу почти всех учебных курсов по английскому языку от авторитетных международных издательств вроде Cambridge University Press, Oxford University Press и др., а также внесла свой вклад в определение формата известных международных экзаменов на знание иностранного языка.
Успешность и эффективность коммуникативной методики подтверждает и тот факт, что практически все новые техники и методики, которые появились в последнее время, не опровергают коммуникативный подход, а скорее дополняют, уточняют и совершенствуют существующие наработки.

## Новые методы и техники обучения иностранным языкам
Лексический подход, который появился в начале 1990-х годов, имеет в своей основе все ту же коммуникативную методику, однако большое внимание здесь уделяется изучению лексики. При таком подходе студентов учат воспринимать языковые шаблоны (грамматику), а также иметь в своем распоряжении набор осмысленных часто употребляемых фраз. На занятиях студенты учатся распознавать и использовать частотные словосочетания. Данный метод часто применяется при подготовке к тестированию по международным программам, поскольку позволяет за серию уроков расширить словарный запас и разнообразить речь. Лексический метод концентрируется на обучении базовым терминам, которые наиболее часто встречаются в разговорах и составляют большую часть речи, чем оригинальные слова и предложения.
Современником лексического подхода можно назвать метод обучения на основе задач. Это ещё одна вариация коммуникативной методики, которая фокусируется на использовании аутентичного языка. Если на обычных уроках ученики сначала узнают материал, а потом учатся применять правила на практике, то метод обучения на основе задач идет от обратного: ученики получают задание, а уже в процессе его выполнения преподаватель помогает восполнить пробелы — освоить недостающую лексику и грамматику.